# 設楽郡
- 令制国一覧 > 東海道 > 三河国 > 設楽郡
- 日本 > 中部地方 > 愛知県 > 設楽郡

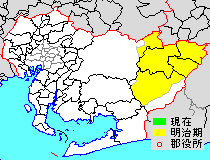
愛知県設楽郡の位置

設楽郡（したらぐん）は、愛知県（三河国）にあった郡。

## 郡域
概ね現在の下記の区域にあたるが、行政区画として画定されたものではない。
- 豊田市の一部（富永町を除く稲武地区）
- 新城市の大部分（豊川・宇連川以南かつ名号・七郷一色以南および作手中河内を除く）
- 北設楽郡の全域

当該区域の面積は990.78km2、51,298人（平成22年国勢調査）

## 歴史
903年（延喜3年）に宝飯郡より分離して誕生。郡名の由来に関しては、以下のような説がある。
- 稲穂の垂れる有様を『垂（しだれ）る』と呼び習わしたことから付いたという説
- 豊穣で万事充足している｢シ（発語）・タル（足る）｣という形容詞から付いたという説
- 新羅（しんら）人が移住してきたことに因み｢シンラ｣と呼ばれたのが転訛したという説
- 麻織物の古語｢シトリ（シドリ）｣の転訛という説
- 羊歯（シダ）が生い茂っていたことから｢シダ原｣と呼ばれたという説

郡北部（稲武・名倉・津具・豊根・富山）は、16世紀（寛永 - 延宝頃）以前は賀茂郡に所属していた。これらの地域は現・豊根村域（天竜川水系）を除き矢作川水系に属している。
以下の4郷が存在した。
- 設楽郷 - 旧東郷、新城、千郷（ちさと）と東栄町にわたる地域
- 多原郷 - 作手村田原を中心とする姉川流域
- 黒瀬郷 - 鳳来町玖老瀬（くろぜ）を中心に旧海老、鳳来寺、長篠（大部）
- 賀茂郷 - 作手村南部から千郷山添の地

### 近世以降の沿革
所属町村の変遷は北設楽郡#郡発足までの沿革、南設楽郡#郡発足までの沿革をそれぞれ参照
- 「旧高旧領取調帳」に記載されている明治初年時点での支配は以下の通り。幕府領は中泉代官所が管轄。（230村）
  - 後の北設楽郡域（97村） - 幕府領、旗本領、三河挙母藩
  - 後の南設楽郡域（133村） - 幕府領、旗本領、三河挙母藩、陸奥磐城平藩
- 慶応4年
  - 4月29日（1868年5月21日） - 幕府領・旗本領が三河裁判所の管轄となる。
  - 6月9日（1868年7月28日） - 三河裁判所の管轄区域が三河県の管轄となる。
  - 7月 - 戊辰戦争の処分により磐城平藩領が三河県の管轄となる。
  - 9月 - 三河県の管轄区域のうち旧磐城平藩領および旧幕府領・旧旗本領の各一部が駿河府中藩領となる。
- 明治2年
  - 1月 - 三河県の管轄区域・静岡藩領の各一部が三河重原藩領となる。
  - 6月24日（1869年8月1日） - 三河県の管轄区域が伊那県の管轄となる。
  - 8月7日（1869年9月12日） - 任知藩事により府中藩が改称して静岡藩となる。
- 明治4年
  - 7月14日（1871年8月29日） - 廃藩置県により、藩領が挙母県、重原県、静岡県の管轄となる。
  - 11月15日（1871年12月26日） - 第1次府県統合により全域が額田県の管轄となる。
- 明治5年11月27日（1872年12月27日） - 愛知県の管轄となる。
- 明治11年（1878年）12月20日 - 郡区町村編制法の愛知県での施行により、田口村ほか91村の区域に北設楽郡が、新城村ほか116村の区域に南設楽郡がそれぞれ行政区画として発足[1]。同日設楽郡消滅。